# Moutiers (Eure i Loir)
Moutiers és un municipi francès, situat al departament de l'Eure i Loir i a la regió de Centre – Vall del Loira. L'any 2007 tenia 235 habitants.

## Demografia

### Població
El 2007 la població de fet de Moutiers era de 235 persones. Hi havia 88 famílies, de les quals 20 eren unipersonals (4 homes vivint sols i 16 dones vivint soles), 32 parelles sense fills, 28 parelles amb fills i 8 famílies monoparentals amb fills.
La població ha evolucionat segons el següent gràfic:
Habitants censats

### Habitatges
El 2007 hi havia 123 habitatges, 93 eren l'habitatge principal de la família, 29 eren segones residències i 1 estava desocupat. Tots els 123 habitatges eren cases. Dels 93 habitatges principals, 85 estaven ocupats pels seus propietaris i 8 estaven llogats i ocupats pels llogaters; 1 tenia una cambra, 9 en tenien dues, 21 en tenien tres, 28 en tenien quatre i 34 en tenien cinc o més. 82 habitatges disposaven pel capbaix d'una plaça de pàrquing. A 42 habitatges hi havia un automòbil i a 45 n'hi havia dos o més.

### Piràmide de població
La piràmide de població per edats i sexe el 2009 era:
| Homes | Edats   | Dones |
| ----- | ------- | ----- |
| 0     | 95 o +  | 0     |
| 0     | 90 a 94 | 4     |
| 1     | 85 a 89 | 0     |
| 1     | 80 a 84 | 4     |
| 3     | 75 a 79 | 3     |
| 8     | 70 a 74 | 6     |
| 3     | 65 a 69 | 3     |
| 6     | 60 a 64 | 6     |
| 9     | 55 a 59 | 4     |
| 6     | 50 a 54 | 4     |
| 8     | 45 a 49 | 10    |
| 10    | 40 a 44 | 6     |
| 7     | 35 a 39 | 10    |
| 12    | 30 a 34 | 10    |
| 4     | 25 a 29 | 5     |
| 0     | 20 a 24 | 4     |
| 3     | 15 a 19 | 5     |
| 7     | 10 a 14 | 8     |
| 8     | 5 a 9   | 11    |
| 11    | 0 a 4   | 7     |

## Economia
El 2007 la població en edat de treballar era de 147 persones, 116 eren actives i 31 eren inactives. De les 116 persones actives 103 estaven ocupades (59 homes i 44 dones) i 13 estaven aturades (3 homes i 10 dones). De les 31 persones inactives 7 estaven jubilades, 12 estaven estudiant i 12 estaven classificades com a «altres inactius».

### Ingressos
El 2009 a Moutiers hi havia 102 unitats fiscals que integraven 254 persones, la mediana anual d'ingressos fiscals per persona era de 19.901,5 €.

### Activitats econòmiques
Dels 2 establiments que hi havia el 2007, 1 era d'una empresa de comerç i reparació d'automòbils i 1 d'una entitat de l'administració pública.
L'únic servei als particulars que hi havia el 2009 era un taller de reparació d'automòbils i de material agrícola.
L'any 2000 a Moutiers hi havia 17 explotacions agrícoles.

## Poblacions més properes
El següent diagrama mostra les poblacions més properes.